# 雷南·布雷桑
雷南·布雷桑（1988年11月3日—）是一位巴西出生的白俄羅斯足球運動員。在場上的位置是攻擊型中場。他現在效力於葡萄牙足球超級聯賽球隊里奧艾維足球俱樂部。他也代表白俄羅斯國家足球隊參賽。